# لورازيبام
لورازيبام (بالإنجليزية: Lorazepam) هو مُهدِّئ ومركِّن ومُرخٍ للعَضَلات من فئة البنزوديازيبينات. الورازيبام لديه كل الستة تأثيرات للبنزوديازيبين الجوهرية بما في ذلك القدرة على: الحد من القلق، تتداخل مع تشكيل ذاكرة جديدة والحد من الانفعالات والحث على النوم، علاج النوبات وعلاج الغثيان والتقيؤ واسترخاء العضلات
يُعطى الدَّواءُ عن طَريق الفَم أو الوَريد؛ حيث يُعطى للبالغين بمقدار 1-4 ملغ عن طَريق الوَريد كلَّ 10-20 دَقيقَة في حالاتِ الهياج (Agitation) الشَّديد، ثمَّ كلَّ 2-6 ساعات فيما بعد. كما يُعطى عن طَريق الفَم بمقدار 1-2 ملغ مرَّتين إلى ثلاث مرَّات في اليوم أو حسب تَوصِيات الطَّبيب. ويمكن إعطاؤه للأطفال بمقدار 0.02-0.08 ملغ/كغ حسب العُمر أو حسب تَوصِيات الطَّبيب.
وهو دواء يسوق ويباع تحت الاسم التجاري (Ativan) وهو عبارة عن الدواء من علئلة البنزوديازيبين الذي يستخدم لعلاج اضطرابات القلق. يستطيع لورازيبام يقلل القلق ويتدخل في تكوين ذاكرة جديدة، يقلل الانفعال، ويحفز النوم، ويعالج نوبات الصرع، والغثيان والقيء، ويرخي العضلات. يستخدم لورازيبام كعلاج قصير الاجل لكل من القلق، الأرق ونوبات الصرع الحادة مثل حالات (status epilepticus SE) وهي ما يعرف بالحالة الصرعيه وهي حالة خطيرة من الصرع حيث تستغرق مدة تزيد عن 5 دقائق حيث تجعل نوبات الصرع تتبع بعضها البعض دون استعادة وعيه بينها. وكمخدر للمرضى المقيمين في المستشفيات أو المرضى في الحالات الخطيرة نتيجة لقابلية الادمان والاعتماد الجسدي والنفسي الكبيرة عليه ينصح بدواء لورازيبام لعلاج قصير الاجل يصل لمدة تتراوح بين أسبوعين إلى أربعة اسابيع .
من بين البنزوديازيبينات، الورازيبام لديه امكانية محتملة لتحفيز ما يسمى بالإدمان الجسدي. ومن المحتمل أن يساء استخدام لورازيبام لأغراض الترفيه عن النفس. ويتسبب اللوازيبام بعد مدة قصيرة فيما يعرف بالتحمل على العقار وهو انخفاض تأثير الدواء الناتج من الاستخدام المتكرر لجرعة معينة ومحددة، والاعتمادية عليه بمعنى الادمان، وظهور متلازمة إنسحاب البنزوديازبين عند الفطام عن عقار من عائلة البينزوديازيبين. إدمان عقاقير البينزوديازيبين يعرض الشخص للضعف المعرفي الادراكي ومن الجدير بالذكر ان هذه الاثار لا تبطل بشكل كامل عند التوقف عن المخدر. إن الضعف الادراكي المعرفي عند معظم الاشخاص ليس حادًا. أما عن أعراض متلازمة إنسحاب عن المخدر تسبب القلق والأرق والإصابة بنوبات الصرع والاصابة بالذهان وغيرها من الاعراض الجانبية للمتلازمة انسحاب البينزوديازيبين. الأثار للورازيبام طويلة المدى هي إدمان المخدر بشكل شديد وعدم القدرة على تكوين ذاكرة جديدة، والاصابة بالاكتئاب، الحصول على عكس تأثيرات العلاجية للدواء مثل تحفيز الصرع وتفاقم نوباته الأطفال وكبار السن هم الأكثر عرضة للاثار الجانبية للبنزوديازيبين. اللورازيبام يضعف توازن الجسم وثبات انتظامه وترتبط ارتباط وثيقًا بوقوع الشخص وانكسار الورك خصوصًا عند كبار السن. واللورازيبام سجل ووثق عام 1963 وسوق في الولايات المتحدة عام 1977.

## الاستخدامات الدوائية
لورازيبام يمتلك القدرة على تقليل القلق ويعد أفضل المتعارف عليه لسيطرة قصيرة الاجل على القلق المزمن
وتوصي مؤسسة الغذاء والدواء بعدم استخدام البنزوديازبينات مثل لورازيبام لمدة طويلة تتجاوز 4 أسابيع. ومن الجدير بالذكر انها سريعة المفعول ومفيدة حقيقة لكبح بداية الاعراض السريعة لحالات الذعر والقلق.
لورازيبام يعمل بفاعلية لتقليل الانفعال ويحفز النوم. وله دور فعال في العلاج قصير الاجل للأرق وخصوصي عند تزامنه مع القلق المزمن وهلع الليل والسبب يعود إلى مدة التأثيرات السريررية للجرعة الواحدة. ولديها تأثير قصير الأجل. أعراض متلازمة الامتناع((الانقطاع عن الدواء)) كعودة ظهور الأرق وعودة ظهورالقلق يحتمل ظهورها بعد7أيام فقط من تعاطي الدواء.
لورازيبام يستخدم أحيانا للاشخاص عند تلقّيهم للتهوية الميكانيكية التي تساعد في تزويد الهواء للرئتين.ولوحظ مؤخرا ان بروبوفول(propofol) يتمتع بفاعلية أكبر وتكاليف اجمالية أعلى مقارنة ب لورازيبام . لذلك يشجع في الاونة الاخيرة في حالات المرضى الحرجة مقارنة بلورازيبام.
ان الفعالية النسبية لِ: لورازيبام في منع تكوين ذاكرة جديدة بالإضافة إلى منعه القلق والانفعال يجعله مفيدا قبل إجراء أي تدخل جراحي طبي (العلاج التمهيدي). يعطى قبل المخدر لتقليل كمية المخدر المعطاة أو قبل أي اجراءات طبية لا يستحب اليقظة فيها كما هو الحال في طب الأسنان أو عمليات التنظير لتقليل القلق وزيادة الاستجابة وتحفيز فقد الذاكرة للاجراء الطبي . الجرعة الفموية من لورازيبام تعطى قبل 90الى 120 دقيقة قبل الاجراء الطبي اما الحقنة الوريدية فتعطى قبل 10دقائق فقط قبل الاجراء الطبي.
يستخدم لورازيبام كبديل لِ:ميدازولام كمخدر ملطف. يستخدم في وحدات العناية المشددة لتقليل القلق والتنويم وفقد الذاكرة تعد الحقنة الوريدية من ديبازيبام أو لورازيبام خط العلاج الأول للتشنج الناتج من. لورازيبام أكثر فعالية من ديبازيبام في علاج ال(SE)(24). فينوباربيتال يتمتع بسرعة تأثير أعلى مقارنة بلورازيبام والادوية الأخرى على الاقل عند كبار السن.
لطالما عرف بخصائصه المضادة للتشنج أما خصائصه الدوائية الحركية تجعل الحقنة الوريدية منه عاملا فعالا لايقاف نوبات الصرع الحادة، ولكن لديه تاثير تخديري تنويمي مطول. امّا الجرعة الفموية منه ومن غيره من البنزوديازبينات فتستخدم لمقاومة أشكال من الصرع الثانوية ولكنه ليس خط العلاج الاولي ويعود السبب إلى تطور ما يعرف بِ: tolerance }وهوعباره عن تضاؤل الاستجابة للدواء بعد التعرض له لفترات طويلة{.
خصائص لورازيبام المضادة للتشنج والمثبطة للجهاز العصبي المركزي تجعل منه مفيدا لعلاج ومنع متلازمة الامتناع عن الكحول (قطع الكحول) . ويذكر ان لورازيبام لا يثأثر بضعف الكبد ويعود ذلك إلى انه ليس بحاجة إلى الاكسدة أو أي عمليات كبدية أيضية.
لورازيبام يستخدم كبديل هالوبيريدول عند الحاجة لتخديرسريع المفعول للمرضى الانفعاليين والعنيفين. ولكن يفضل استخدام هالوبيريدول وبروميثازين نتيجة فاعليتها الملحوظة إضافة إلى التأثير المزمن للورازيبام على وظائف الجهازالتنفسي (31).بعض الاثار المزمنة لبنزوديازبين كتلك المضادة للتثبيط تجعل منها غير ملائمة للمرضى الذين يعانون من الذهان. ربما يستخدم لورازيبام لعلاج الذهان الحاد ولكن قد تتسبب بحدوث أعراض عكس المتوقعة لذلك يفضل تناولها مع هالوبيريدول. لورازيبام تمتص ببطئ نسبيا إذا تم حقن الجرعة عضليا الطريقة الشائعة في حالات محددة.
الجامود ( وهونوع من الفصام) وعدم القدرة على الكلام يتجاوب مع لورازيبام. الأعراض ممكن ان تتكرر وتعاود الرجوع والعلاج لعدة أيام قد يكون ضروريا . الجامود (الفصام) الذي يحدث بشكل مفاجئ وسريع بتأثير من البنزوديازيبين كجزء لا يتجزأ من متلازمة الامتناع للبنزوديازبينات يستجيب أيضا لعلاج لورازيبام.
بما ان للورازيبام أعراض عكس المتوقع، يعطى هالوبيريدول معه أحيانا.
في بعض الاحيان يستخدم لورازيبام في العلاج الكيميائي بالإضافة إلى غيره من الادوية لعلاج الغثيان والقيء والتي تنتج وتسوء من الهذيان للمريض في تلك الحالة. كما يستخدم كعلاج ثانوي لمتلازمة القيء الدورية.

## موانع الاستخدام
يجب تجنب استخدام لورازيبام للاشخاص الذين لديهم:
•الحساسية أو التحسس المفرط :لأي بنزوديازبين أو أي مكون في أقراص(حبوب) أو حقن اللورازيبام.
•الفشل التنفسي الحاد: بنزوديازبينات مثل اللورازيبام يمكن أن يثبط عمل المنطقة في الجهاز العصبي المركزي المسؤولة عن التنفس وتمنع لحالات الفشل التنفسي المزمنة. على سبيل المثال الاستخدام غير الملائم لعلاج القلق عند مريض يعاني من حالة الربو الخطيره الحاده . إن تأثير الدواء المرتبط بالقلق تحدد بناء على رغبه المريض وعلى المقاومة من أجل التنفس . على كل حال إذا كان ولا بد من التهوية الميكانيكية فان لورازيبام يستخدم لتسهيل التخدير العميق المفعول.
•التسمم الحاد: ربما يتفاعل اللورازيبام بالتزامن مع تأثيرات شرب الكحول والمخدرات والمؤثرات العقلية الأخرى وغيرها من المواد المهلوسة لذلك لابد من الاخذ بعين الاعتبارعدم تناوله أو أخذه من قبل مريض متسمم أو ممن يتعاطى الكحول.
•الترنح يمنة ويسرة : وهي إشارة(دلالة) عصبية تعبر عن حركة عشوائية غيرمتزنة للأطراف والجذع نتيجة لفشل ذريع لتكامل حركة العضلات مع بعضها البعض وتلاحظ هذه الحركة عند المشي أو الوقوف . وهي وسيلة اعتيادية للكشف عن تأثير التسمم الكحولي عند الاشخاص. ويحذر اعطاء البنزوديازبين لهؤلاء المرضى.
•الماء الازرق الحاد (وهو عباره عن حاله عينيه حيث أن ضغط سائل العين يرتفع إلى مستوى أعلى من الطبيعي للعين، إذا لم يعالج قد يتسبب بتلف للعصب البصري أو حتى فقدان الرؤية والعمى ): لورازيبام لديه القدرة على توسيع بؤبؤ العين و يتصادم ذلك مع تفريغ الخليط المائي من الحجرة في مقدمة العين مما يزيد من الأمر سوءا.
•انقطاع التنفس عند النوم:الذي يزداد سوءا نتيجة التأثير التثبيطي للورازيبام على الجهاز العصبي المركزي ومن الممكن أيضا ان تقلل من قدرة المريض أو المريضة على التحكم في المجاري التنفسية أثناء النوم.
•الوهن العضلي: الناتج عن ضعف العضلات ولذلك وبصفته مرخيا للعضلات فان لورازيبام يفاقم الامر إلى الاسوء.
•الحمل والرضاعة : بناء على ما يصدر من مؤسسة الغذاء والدواء فان يصنف التصنيف (د) من الحمل والذي يعني ان لورازيبام قد يعرقل من نمو وتطور الجنين إذا تم تناوله في الشهور الثلاثة الأولى من الحمل . الدليل غير قاطع ما إذا كان تناول لوازيبام في المرحلة الأولى من الحمل يؤدي إلى التخلف العقلي وومشاكل في تطور الاعصاب والتشوه الفيزيائي للقلب والوجه وغيرها من التشوهات عند بعض المواليد الجدد. لورازيبام الذي يعطى في مرحلة الحمل قد يتسبب في متلازمة الرضيع المرن  عند المولود أو تدني مستوى التنفس اللازم للتهوية . أما عن التناول المنتظم للبنزوديازبين في الشهور الثلاث الاخيرة فقد يؤدي إلى اصابة بمتلازمة الانقطاع عن البنزوديازبين عند المواليد الجدد. متلازمة المواليد الجدد هذه قد تتضمن التنويم، الامتناع عن الرضاعة والكف عنها، فترات من انقطاع النفس، والازرقاق، ضعف الاستجابة الايضية للضغوط الباردة . اما عن أعراض متلازمة الرضيع المترهل وكمتلازمة الانقطاع عن البنزوديازبين للمواليد فتستمر من ساعات إلى أشهر بعد الولادة. لورازيبام تثبط إضافة الغلوكوز للبيليروبين في الكبد عند المولود مما يؤدي إلى اصفرار الجلد (اليرقان الصفراوي) . لورازيبام يتواجد في حليب المرضع لذلك لا بد من أخد الحيطة والتحذير من ذلك.

## الحالات الخاصة
•	الأطفال وكبار السن: أمان وفعالية وأمان اللورازيبام لم يحدد جيدا لمن هم تحت 18 من العمرولكنه يستخدع لعلاج النوبات المزمنة. الجرعات تعطى اعتمادا على حالة المريض خصوصا كبار السن والمرضى الذين يعانون من الهزل والضعف بصفتهم معرضين لخطر التخدير العميق أكثر من غيرهم .العلاج طويل الاجل للورازيبام يؤدي إلى الضعف المعرفي خصوصا عند كبار السن . إن أيض البنزوديازبين عند كبار السن أبطئ مما هو عليه عند صغار السن مما يجعلهم أكثر عرضة للاثار الجانبية حتى عند تشابه مستويات البلازما. بالإضافة إلى ذلك يتناول كبار السن العديد من الادوية مما يحفز التفاعلات وزياده تأثير البنزوديازبين. البنزوديازبينات بما فيهم لورازيبام يزيد من فرص الوقوع أرضا والكسور عند كبار السن. ولأجل ذلك فان توصيات تعاطي الدواء توضح بأن الجرعة التي يتناولها كبار السن نصف الجرعة التي يتناولها صغار السن ولا تزيد مدة العلاج بهذا الدواء عن أسبوعين. ان التخلص من اللورازيبام عند كبار السن يتم بشطل ابطئ من صغار السن مما يؤدي إلى تجمعه زيادة حدوث أعراضه. لورازيبام كغيره من البنزوديازبينات واللابنزوديازبينات يسبب ضعف في توازن الجسم وثباتيته الذين يستيقظون في الليل أو الصباح التالي . الوقوع أرضا والكسور غالبا ما تسجل .
•الفشل الكلوي أوالكبدي: لورازيبام يعتبر الاكثرأمانا مقارنة بغيره من البنزوديازبينات بما يتعلق بالضعف الكبدي . مثل أوكزازيبام لا يحتاج إلى الاكسدة في الكبد ولكن لا بد من إضافة الغلوكوز للحصول على غلوكورونيد-لورازيبام. ان ضعف أداء الكبد لا يحفز تجمع اللورازيبام إلى التسبب بتفاعلات شديدة بينها. وايضا الامراض الكلوية تأثير بسيط على مستوى اللورازيبام.
•التدخل الجراحي: للعلاج إن الموافقة والقبول القائم على معرفة جميع الابعاد لا يبرم الا بعد التأكد من صلاحية اللورازيبام قبل أي تدخل جراحي (العلاج التحضيري) . يستعين الفريق الطبي بشاهد أو مرافق لدحض الإدعاءات الباطلة اوالمسيئة أثناء الخضوع للعلاج .مثل هذه الادعاءات قد تنشأ من فقدان الذاكرة إزالة التثيبط أو ضعف القدرة على ترجمة الاشارات.. بسبب التأثير طويل الاجل للأعراض كالتخدير والترنح وانخفاض ضغط الدم وفقدان الذاكرة . ان استخدام لورازيبام كعلاج تحضيري مناسب للمرضى المقيمين في المستشفيات مع بقاء المرضى ممن خضعوا للعلاج التمهيدي بواسطة لورازيبام 24 ساعة تحت المراقبة في المستشفى وعدم مغادرته إذا لم يصطحب معه مرافق يمنع من القيادة وتشعيل الالات المحركات وتعاطي الكحول خلال تلك الفترة.
•الاعتماد على الكحول والادوية: يزداد خطر لورازيبين مع ازدياد تعاطي الكحول والعقاقير.
•اضطرابات الهذيان تزيد أيضا من الخطر وتحفز الاثار عكس المتوقعة.

## التحمل والاعتماديه عليه
الاعتماديه عليه يمثله متلازمه الانقطاع عن اللورازيبام ويصيب ذلك ما يقارب ثلث المرضى ممن يتعالجون لمدة أطول من اربعه أسابيع بالبنزوديازبينات .الجرعات العاليه والاستخدام لمدة طويلة تزيد من الاعتماد على البنزوديازبين .البنزوديازبينات الفعالة: كلورازيبام وألبرازولام وترايزولام لديهم عرضة أعلى للتسبب بأخطار الاعتماد عليه (إدمانه). الاحتمال لاثار البنزوديازبينات يتطور مع الاستخدام المنتظم . الذي يصحب بتأثيرات مرغوبة كالتخدير وفقد الذاكرة وغير مرغوبة كالقلق والتنويم وتأثيرات المرتبطة بمضادات الاختلاج. ان المرضى عند التجربة الأولى للدواء يلاحظون التعافي من القلق وقلة النوم، ولكن هذه الاعراض تعود أدراجها نسيبا سريعا بما بتعلق بالأرق وببطئ فيما يتعلق بأعراض القلق. بعد 4-6 أشهر من الاستخدلم المنظم للبنزوديازبين يلاحظ انخفاض الفاعلية المستمرة. إذا استمر العلاج لمدة طويلة تترواح من4-6 أشهر فانه لابد من زيادة كمية الجرعة لإبقاء الاثار المرغوبة . أما أعراض العلاج الممانعة لذلك فهي بالحقيقة اعراض لمتلازمة الانقطاع عن البنزوديازبين. نتيجة تطور (tolerance) لاثار مضادات التشنج . البنزوديازبين لا ينصح لللاستخدام مدة طويلة للسيطرة على الصرع. ان زيادة كمية الجرعة تستطيع التغلب على اثار (الtolerance) ولكن لا يلبث ان تعود تلك الاثار متأقلمة مع هذه الكمية من الجرعة مع استمرارالاثار ولربما تطورها إلى الأكثر سوءا . ان الية الtolerance تعتبر معقدة وترتبط بمستقبلات GABAA عن طريق التقليل من كمية وتركيز المستقبلات في منطقة معينة والتغير من تنظيم وهيكلة المستقبلات في مكان معين وانفصال الارتباط بين الليغاند وأمكان الارتباط واستجابة البنزوديازيبنات بمستقبلات GABAA إضافة إلى احداث تغير في التعبير الجيني.
ان الاعتماد (الإدمان) على اللورازيبام عالي مقارنة بنظرائه من البنزودياوبين .ان المدة اللازمة لتحلل نصف الجرعة لورازيبام(مدة مكوثه) قصيرة في مصل الدم. وتتجمع في الفراغ الوعائي وهو من المواد الناتجة عنها من عمليات الايض غير الفعالة .ومن الممكن ان تؤدي تلك المادة إلى السحب الداخلي للجرعة والرغبة في تناول جرعة أخرى مما يحفز من الهذيان.. بسبب فعاليته العالية فان قوة قرص (حبة) تزن 5. مغ تعد جرعة كبيرة لتحقز التقليل(في الولايات المتحدة فان الحبة التي تزن 1 مغ فقد شدٌد على تلك النقطة ). لتقليل من خطر الاعتماد (الإدمان) الفيزيائي والهذيان ينصح باستخدام اللورازيبام لمدة قصيرة وبجرعة صغيرة. أما عند استخدامه لمدة طويلة فإنه يوصى بتقليل التدريجي للجرعة المتناولة على مدى اسابيع شهور وما إلى ذلك اعتمادا على الجرعة مدة الاستخدام الاعتماد لدى الاشخاص.
لانهاء الاستخدام للورازيبام مدة طويلة يعطي دايازيبام بكمية مكافئة للورازيبام مع الاخذ بعين الاعتبار منحه فترة لموازنة واستجابة الجسم له ثم يتم تقليص الجرعة ويعود السبب في استخدام دايازيبام إلى ان التقليل من الجرعة لا يسبب نتائج كبيرة ملحوظة والمدة اللازمة لتحلل نصف الجرعة طويلة إضافة إلى انه يعد من المواد الايضية الفعالة.

## الانقطاع عن تناوله
ان أي انقطاع سريع للورازيبام يؤدي إلى ملاحظة ظهور اثار القلق وعلامات الامتناع الفيزيائي المشابهة لما يحدث عند الامتناع عن الكحول والباربتوريت .اللورازيبام مع غيرها من أدوية بنزوديازبينات ممكن ان تسبب الاعتماد الفيزيائي، الإدمان، متلازمة الانقطاع عن البنزوديازبينات. الجرعة العالية والتناول لمدة طويلة يعرض لأعراض الامتناع الغيرمرغوبة. أعراض الامتناع من الممكن ملاحظتها من من الجرعات القياسية المعيارية والجرعات ذات الاجل قصير الاجل . لابد من الانقطاع تناول عن البنزوديازبين بأسرع وقت ممكن عن طريق نظام تقليل للجرعة تدريجي بطيء. عودة لظهور الاثار التي تشابه للاثار الملحوظة عند الحالات التي تعالج ولكنها شدة ووطأة ومن الصعب تشخيصها. أعراض الامتناع تتراوح من القلق المعتدل والأرق إلى الاعراض الحادة مثل النوبات والهوس. خطروحدة الامتناع تزداد مع الاستخدام لمدة طويلة استخدام لجرعات عالية والتقليل المفاجئ من استخدامها. البنزوديازبين قصير المفعول كلورازيبام هو الأكثر عرضة لاحداث متلازمة الامتناع مقارنة بالبنزوديازبينات طويلة المفعول.
أعراض الانقطاع قد تحدث بعد أخد الجرعات (ATIVAN) لمدة قصيرة تصل إلى اسبوع . ومن اعراضها أيضا آلام الرأس و القلق، التوتر، الاكتئاب ،الأرق، الارتباك، التهيج، التعرق ،الانزعاج، الدوار، قلة الاستيعاب وانعدام الشخصية وتبددها، تنميل الاطراف، الحساسية العالية للضوء، الصوت، الانحراف الادراكي، الغثيان القيء، الاسهال، فقدان الشهية، الهلوسة، الهذيان، النوبات، الارتجاف (الارتعاش)، تقلص عضلات المعدة (المغص) ،الانفعال، توسع بؤبؤ العين، تسارع نبضات القلب، الالام، فقدان الذاكرة قصيرة المدى، ارتفاع درجة الحرارة.تحتاج إلى ما يقارب (18-36) ساعة للبزويازبينات للتخلص منها خارج الجسم. سهولة إدمان اللورازيبام الاسم التجاري المشار له((ATIVAN. ظاهرة الامتناع عنه لاقى صدى واسع عند الرأي العام البريطاني خلال 1980 في مسلسلEsther Rantzen s لتلفيزيون الBBC THAT S LIFE الذي سيطرعلى العديد الاحداث فيه.

## التفاعلات
اللورازيبام ليس مميتا في حالات الجرعات المفرطة ولكن ربما تسبب تثبيط تنفسي مميت إذا تم تناوله في جرعة مفرطة مع الكحول . ان هذا الامتزاج بينهما يحث على ازالة التثبيط وفقدان الذاكرة ويجعلة وسيلة اجرامية وارباكية معتمدة. تنصح بعض الدراسات وتشير إلى ضرورة نصح المرضى بعدم شرب الكحول بالتزامن مع العلاج باللورازيبام. ولكن مثل هذه التحذيرات لم تعمم عالميا. هذه الاثار السلبية والتفاعلات من الممكن حدوثها عند تناول هذا الدواء مع غيره مثل (OPIOIDS ) وغيرها من المنومات.
اللورازيبام قد يتفاعل مع ريفابيوتين. فالبرويت يثبط عملية أيض اللورازيبام .يينما يزيد كل من كاربامازبين لاموتريجين، فينوباربيتال، فينيتوين وريفابيوتين سرعة العمليات الايضية. بعض الادوية مثل مضادات الاكتئاب ومضادات الصرع كفينوباربيتال، فينيتوين، كاربامازبين، مضادات الحساسية المخدرة، المواد المخدرة (المستخرجة من الخشخاش)، مضادات الهذيان، والكحول التي تؤخذ مع اللورازيبام تؤدي إلى تحسين اثار التخدير.

## الجرعات المفرطة
في حالات الجرعات المفرطة المشبوهة لابد من الأخذ بعين الاعتبار ما إذا كان المريض يتناول اللورازيبام وغيرها من البنزوديازبينات بانتظام لان ذلك يؤدي إلى تطور الاعتماد عليه (الإدمان).وما إذا كان هناك تزامن لهضم أي مواد أخرى.
علامات تناول الجرعات المفرطة تتراوح من الاضطراب العقلي، الاثار عكس المتوقع، الخمول والنعاس التنويم الترنح يمنة ويسرة، ارتفاع ضغط الدم، حالة التنويم السبات، تثبيط الجهاز القلبي الوعائي، التثبيط التنفسي والموت.
من الممكن السيطرة عالموضوع من قبل المريض الواعي عن طريق تقيئ الجرعة أو غسيل المعدة أو استخدم الفحم المنشط . نستطيع تدارك الموضوع عن ملاحظة طريق الاثار والعلامات الحيوية الظاهرة على المريض وان لزم الامر تعطى حقنة وريدية من فلومازينيل تجنبا لأي من المخاطر المحدقة .
نستطيع توفير بيئة ملائمة محفزة لتمريض المرضى وخصوصا انه عند اعطائهم أو أخدهم لجرعات كبيرة من البنزوديازبين فانهم عرضة لظهر اثار عكس المتوقعة .فعند التعامل مع المرضى بطريقة لائقة والتعاطف معهم حتى ولو كان هناك القليل من الجلف والجدية فان ذلك يحفز من استجابة المرضى اجتماعيا . وقد يستجيب المريض للعدائية ببن الفترات المتباعدة باضعاف الاشارات.
اما عن تقديم المشورة وإسداء النصائح فهي محدودة هنا لان المريض لا يستطيع استرجاع ذلك نتيجة لفقدان الذاكرة التي يسببها الدواء.

## تعقبه في سوائل الجسم
نستطيع تحديد كمية اللورازيبام الموجودة في البلازما والدم لتشخيص حالات التسمم عند المرضى في المستشفيات هذا يلعب دورا في حالات توقيف السائقين وفي حالات التحقيق في أسباب الوفاة . تركيزه في الدم والبلازما يتراوح بين (10-300) ميكروغرام /لتر عند الاشخاص ممن يتعاطاه للعلاج أو الموقوفين نظرا لقيادتهم . في حالات الجرعات المفرطة المبالغ فيها يتراوح التركيز بين (300-1000)ميكروغرام/لتر.

## صيدلانيا
لورازيبام يمتلك خصائص تسبب التخدير القلق والتنويم وفقدان الذاكرة واسترخاء العضلات ويعمل كمضادات الاختلاج. لديه فعالية عالية وهو بنزوديازبين وسطي المفعول ويتمتز بفرادته، المميزات والمحددات يوضح عن طريق الخصائص الدوائية الحركية (محدودية ذوبانه في الماء والدهنيات ،ارتباطه بالبروتينات وعملية اكسدته إلى الشكل الغير فعال (غلوكانيد). وايضا عن طريق امكانيته العالية نسبيا (لورازيبام 1-2 مغ يكافئ في التأثير ديازيبام 10-20مغ) المدة لتحلل نصف الجرعة تتراوح بين 10-20 ساعة.

## الخصائص الدوائية الحركية
لورازيبام يرتبط بقوة مع البروتينات وبتعرض بشكل واسع إلى عمليات الايض التي تحوله إلى اشكال دوائية غير فعالة. بسبب محدودية ذوبانه في الدهنيات . يمتص ببطء في الفم وهوغير ملائم للحقن الشرجي. محدودية ذوبانه في الدهنيات وارتباطه بالبروتينات (85-90% ) يعني ان توزيعه بشكل رئيسي في الجهاز الوعائي يسبب طول مدة مكوثه وتأثيره . اما الديازيبام فيظهر نقيض ذلك فهو يذوب في الدهنيات وسريع الامتصاص في الفم والشرج فيتوزع بسرعة من مصل الدم إلى مختلف أعضاء الجسم وتنتقل عن طريق ذوبانها في دهنيات مخصصة لذلك. هذا ما يفسر ان جرعة واحدة من اللورازيبام بالرغم من قصر مكوثها في مصل الدم لها تأثير مطول مقارنة بجرعة مكافئة من الديازيبام. لورازيبام يرتبط بسرعة مع مجموعة 3-OH)) ثلاثي الهيدروكسيل لاعطاء (لورازيبام- غلوكورونيد) التي تفرز في البول. ليس لورازيبام –غلوكورونيد تاثير مثبت على الجهاز العصبي المركزي للحيوانات. تركيز اللورازيبام يتناسب طرديا مع كمية الجرعة المعطاة. ليس هناك أي دليل يؤكد تجمع اللورازيبام لمدة تصل إلى 6 أشهر.عند الاستخدام المنتظم للديازيبام فانه يتجمع نتيجة طول مدة مكوثه وتحول إلى مواد ايضية تتسم أيضا بطول مدة مكوثها.
الامثلة على استخدامه سريريا: ديازيبام لطالما استخدم كخيار في (SE) فهو سريع الذوبان في الدهنيات مع سرعة متكافئة سواء أعطي كجرعة فموية أو حقنة شرجية ( وسائل اعطاء الجرعات غير الوريدية تحبذ خارج المستشفيات ).ولكن سرعة ذوبان ديازيبام في الدهنيات بعني انها لا تبقى في الفراغات الوعائية وسرعان ما تتوزع على أنسجة الجسم المختلفة. انه من الضروري من اخد جرعات متكررة للمحافظة على الخصائص المضادة للاختلاج تؤدي إلى زيادة تجمعها. لورازيبام حالة مختلفة له ذائبية محدودة في الدهنيات وامتصاص بطيء عدا عند اعطاءه وريديا .ولكن عند حقنه لايعاد توزيعه بشكل كبير بعيدا عن الفراغات الوعائية. خصائص اللورازيبام المضادة للاختلاج أكثر ثباتا وهذا يقلل من الحاجة لاعادة تكرار الجرعات. إذا لوحظ ان أعراض الاختلاج لدى المريض تتوقف بعد جرعة أو جرعتين من ديازيبام .فان ذلك أفضل لان التخدير بعد تناول جرعة واحدة من اللورازيبام يقل (خصائص الديازيبام التخديرية والمضادة للاختلاج تضمحل بعد 15-30 دقيقة ولكن تأثير اللورازيبام يمتد 12-24). التخدير لمدة طويلة الناتج من اللورازيبام يسمح باستبداله نتيجة لطول مدة التأثيرات خصوصا إذا كانت هناك حاجة لنقل المريض قسم اخر.بالرغم من ان اللورازيبام ليس من الضروري ان يكون أفضل من ديازيبام لعلاج وانهاء النوبات الصرعية. بالرغم من ذلك إلا أن دييازيبام يستبدل لورازيبام للحقن الوريدي في (SE)
.
تركيز اللورازيبام في مصل الدم يتناسب طرديا مع الجرعة المعطاة . ان اعطاء 2مغ كجرعة فموية يؤدي إلى ان يصل أوج تركيزه في مصل الدم إلى ما يقارب 20 نانوغرام/مل بعد 2 ساعة  نصف التركيز عبارة عن لورازيبام فعال والنصف اخر لورازيبام-غلوكونيد. اما عند حقن جرعة وريدية مماثلة التركيز يؤدي ذلك سرعة ظهور ه في مصل الدم وبلوغه أوجه إضافة إلى التركيز العالي مع ملاحظة وجود نسبة عالية من اللورازيبام الفعال غير المعالج. مع انتظام الاستخدام يبلغ أوج تركيزه بعد 3 أيام .الاستخدام لمدة طويلة تصل إلى 6 أشهر لا تؤدي إلى المزيد من تجمعه. بعد انقطاع اللورازيبام تركيزه في مصل الدم يهمل بعد 3 أيام ولا يراقب بعد 1 اسبوع.
لورازيبام يعالج أيضا في الكبد عن طريق تحويله إلى لورازيبام-غلوكورونيد الغير فعال الية الايضية لا تتضمن الاكسدة ولذلك لا تتاثر بضف أداء الكبد لورازيبام-غلوكورونيد سريع الذوبان في الماء مقارنة بلورازيبام لذلك يوزع بشكل واسع في الجسم مما يزيد من مكوثه مقارنة بلورازيبام. لورازيبام غلوكونيد يتخلص منه عن طريق الكلية. وبسبب تجمعه في الانسجة لا بد من مراقبة تركيزه وخصوصا في البول لمدة أطول مقارنة بلورازيبام.

## الخصائص الديناميكية الدوائية
بالمقارنة مع غيره من البنزوديازبينات لورازيبام لديه جاذبية وارتباط وثيق بمستقبلات GABA. وهذا يوضح تأثيره على فقد الذاكرة. أهم تأثيراته الصيدلانية تتعلق بتحسينه اثار مستقبلات GABA عن طريق تحسين وظائف مستقبلات GABAA. البنزوديازبينات مثل لورازيبام يحسن من أداء وظائف GABA عن طريق تأثيره على GABAA بزيادة عدد مرات فتح قنوات ايونات الكلور على GABAA التي تؤدي إلى ممارسة البنزوديازبينات لتاثيره الصيدلاني. تقوم البنزوديازبينات بذلك عن طريق النواقل العصبية وليس بنفسها . ان تأثير البنزوديازبين يتلخص في تحفيز وتحسين تأثير النواقل العصبية للGABA  ان مدى تأثير ومدة اثار البنزوديازبينات تعتمد على الجرعة المعطاة وهذا يعني الجرعة العالية لديها المفعول الأطول والاقوى لان الدماغ يستبقي سعة وفعالية مستقبلات البنزوديازبينات وتعمل تلك الجرعات على تشغيل ما نسبته 3% من المستقبلات المتوافرة بتأثير جرعة أو جرعات سريرية. الخصائص المضادة للاختلاج التي تتميز بها البنزوديازبينات بما فيها لورازيبام يعتمد بشكل جزئي أو كلي على الارتباط بقنوات الصوديوم المعتمدة على الجهد الكهربائي لا مستقبلات البنزوديازبينات. التحفيز المستمر المتكرر لهذه القنوات محدد نتيجة لتأثيرالبنزوديازبينات بتبطيئ عودة القنوات من شكلها الغير فعال في خلايا الحبل العصبي عند الفئران 

## التاريخ
تاريخيا لورازيبام واحد من البنزوديازبينات الأكثر شيوعا . وغيره ديازيبام،كلونازيبام أوكزازيبام نيترازيبام، فلورازيبام، برومازيبام وكلورازيبام. قدم لورازيبام لأول مرة من قبل شركة وايث عام 1977 تحت العلامة التجارية (Ativan) و(Temesta)  الدواء طور من قبل د.ج.ريتشارد .بالرغم من ان حقوق براءة الاختراع لوايث انتهت في الولايات المتحدة ولكن استمر تسويق الدواء تجاريا.(مقتبس)

## المجتمع والثقافة

### الصيغة
لورازيبام النقي عبارة عن بودرة بيضاء لا تذوب نسيبا في الماء والزيت. يتواجد دوائيا على شكل أقراص (حبوب) ومحلول للحقن ووفي بعض المواقع على شكل لواصق للجلد أو محلول فموي أو حبوب توضع تحت اللسان.
أقراص لورازيبام ومشروبها الكثيف يعطى من خلال الفم فقط. أقراص اللورازيبام للعلامة التجارية(Ativan) تحتوي على اللاكتوز ،السيليلوز المجهري البلوري، بولاكرينين، مغنسيوم و ستياريت، العوامل الملونة (الصبغات) (انديغو كارمن لاكساب الاقراص اللون الازرق تترازين لاكساب الاقراص اللون الاصفر). لورازيبام المستخدم للحقن يحضر مع بولي إيثيلين غليكول 400 في بروبيلين غليكول مع 2%من بنزيل كحول الذي يستخدم كمادة حافظة. محلول الحقن للورازيبام يعطى اما عميقا في العضلات أو وريديا. يعبئ المحلول في زجاجة صغيرة (أمبول)1 مل تحتوي على 2 إلى 4 مغ من لورازيبام اما المذيب فهو بولي ايثيلين غليكول400 وبروبيلين غليكول. تحتوي محاليل الحقن على كحول البنزل كمادة حافظة. التسمم الناتج من بروبيلين غليكول يسجل في حالات المرضى ممن يستمرون على التشريب الويدي للورازيبام(lorazepam infusion). الحقن الوريدية يجب ان تعطى ببطء وتراقب الاثار الجانبية كالتثبيط التنفسي وانخفاض ضغط الدم وفقدان السيطرة على المجاري التنفسية .
ذروة التأثيرات تتزامن مع أوج التركيز في مصل الدم  والتي تحدث بعد10 دقائق من الحقن الوريدي 60 دقيقة من الحقن العضلي 90-120 دقيقة بعد تناولها فمويا  ولكن التأثيرات الاولية ممكن ملاحظتها قبل ذلك الوقت. التأثير لجرعة لجرعة لورازيبام يستمر من6-12 ساعة مما يجعله غير مناسبا للاستخدام مرة واحدة يوميا لذلك يوصف 2- 4 جرعة يوميا إذا كان الاستخدام منتظما ومن الممكن ان وصف 4-6 جرعات يوميا وخصوصا عند كبار السن الذي يصب عليهم تناول الجرعات الكبيرة دفعة واحدة. ان التحضيرات(السطحية) الدوائية للورازيبام التي تستهدف الجلد والاغشية المخاطية تستخدم في علاج الغثيان خصوصا عند المرضى في دور الرعاية لا يجب استخدام هذه التحضيرات عند المرضى الذين تفتقر عنهم المعلومات بما يخص الفعالية 

## الاستخدامات الترفيهية
يستخدم لورازيبام لاغراض أخرى غير علاجية سواء عند أخذ الدواء بجرعة عالية أو استمر المريض في تناوله دون ان يوصف له. بالإضافة إلى ذلك يستخدم البنزوديازبين كوسيلة لتسهيل من العمليات الاجرامية يتعاطى المجرمون البنزوديازبين عمدا لمنع الثبيط قبل ارتكاب الجرائم  (التي تزيد من العدوانية ). ولاثار البنزوديازبينات وخصوصا لورازيبام التخديرية المنومنة دور في جرائم الاغتصاب لضحايا بريئين تعطى لهم دون علمهم بماهيتها وجرائم السرقة والنصب.
أما على النطاق الواسع العالمي فقدت وجدت دراسات حكومة الولايات المتحدة التابعة لغرفة الطوارئ التي تم زيارتها من قبل (SAMHSA) ان التحضيرات الصيدلانية المخدرة المنومنة تؤخذ دون وصفة طبية في الولايات المتحدة بشكل ملاحظ.35% من المرضى في غرف الطوارئ يعانون من اعراض التخدير والتنويم. ويلاحظ عند التصنيف ان البنزوديازبينات الأكثر شيوعا . الرجال والنساء يستخدمون البنزوديازبينات بشكل مساوي لاغراض غير علاجية. ويستخدم في حلات الاتنحار والإجهاض .يعتبر البنزوديازبين من الادوية الأكثر شيوعا مع ما نسبته 26% مستخدمة للانتحار يصنف البنزوديازبين كثالث دواء شائع يتعاطى دون وصفة الطبية تبعا لاحصاءات غرف الطوارئ هذه.

### الحالة القانونية
يعد اللورازيبام ضمن اللائحة الرابعة في وثيقة المواد المحظورة (CSA) في الولايات المتحدة وعالميا صنفت الامم المتحدة ضمن المواد المهلوسة. وهي أيضا ضمن اللائحة الرابعة في (CSA) في كندا. اما في المملكة المتحدة فتعد من الصنف الثالث اللائحة الرابعة ويضبط تحت ما يعنى بتنظيمات سوء استخدام الادوية 2001.

## الثمن
في عام 2000 وافقت شركة ميلان الاميريكية على دفع 147$ مليون بناء على ما أبرم عنها من تهم من قبل ال(FTC) والتي تنص انها رفعت أسعار العلامة التجارية للورازيبام بما يعادل 2600% والعلامة التجارية لكلورازيبيت بما يعادل 3200%في عام1998 بعد ان منحت رخصة موافقة خاصة لبعض المواد 

## آلية عمل الدواء
يَعملُ اللُّورازيبام على مستقبلاتٍ في الدِّماغ تُسمَّى مُستَقبلات GABA، ممَّا يؤدِّي إلى إطلاقه، وهو ناقلٌ عَصبي يعمل على تهدئة الأعصاب. ويساعد على الحفاظ على توازُن النَّشاط العصبي في الدِّماغ، ويشارِك في إحداث النُّعاس، والحدِّ من القلق وإرخاء العَضَلات.

## دواعي استعمال الدواء
- يُستَعملُ هذا الدَّواءُ في علاج القلق أو التوتُّر العصبِي.
- يُستَعملُ هذا الدَّواءُ في مُعالجة اضطرابات النَّوم.
- يُستعمَل هذا الدَّواءُ في مُعالجة أعراض الإِقلاع عن الكُحول.
- يُستعمَل هذا الدَّواءُ في مُعالجة نوباتِ الخوف أو الهَلَع.[83]

## موانع استعمال الدواء
- إذا كان لدى المَريض تَحَسُّسٌ تجاه اللُّورازيبام أو أيِّ مُكَوِّن آخر في هذا الدَّواء.
- يجب إطلاعُ مُقدِّم الرِّعاية الصحِّية إذا كان لدى المَريض تَحَسُّس لأيِّ دواء آخر.
- يجب الإبلاغُ عن التَّحسُّس الذي أصاب المريضَ والكيفيَّة التي أثَّر بها فيه. ويتضمَّن ذلك الكشفَ عن وجود طفح أو بثور أو حكَّة جلديَّة أو ضيق في التنفُّس أو صَفير عندَ الشَّهيق أو سُعال أو تَورُّم الوجه أو الشَّفتين أو اللِّسان أو الحَلق، أو أيَّة أعراض أخرى مُصاحبَة لاستِعمال الدَّواء.
- إذا كان المريضُ يعانِي من أيٍّ من الحالات التَّالية: ارتفاع ضغط العين (المياه الزرقاء) أو الجلوكوما، أمراض الكبد، الذُّهان (اضطراب عقلي).
- إذا كانت المَريضَةُ حامِلاً أو يُحتَمل أن تكونَ حامِلاً.
- إذا كانت المَريضَةُ تُرضِع رضاعةً طبيعيَّة من الثَّدي.

## الطريقة المثلى لاستعمال الدواء
- يمكن تناولُ هذا الدَّواء على مَعدةٍ فارغة أو بعدَ تَناوُل الطَّعام، ولكن يُفضَّل تناولُه بعد الطَّعام إذا كان يتسبَّب في تَهيُّج أو اضطراب المعدة.
- هذا الدَّواءُ مُتَوفِّر على شكل سائل «مَحلول» إذا كان المَريضُ لا يستطيع بلعَ الأَقراص، ويمكن خلطُه بالماء أو العَصير أو الطَّعام الليِّن قبلَ شربه أو أكله. وبالنسبة لمن يتناولون الطَّعام عبر أنابيب التَّغذية، فهؤلاء بمقدورهم استخدام السائل، لكن مع شَطف أنبوبة التغذية قبلَ تناول الدَّواء وبعدَه.

## تداخل الدواء مع الطعام
- يمكن تناولُ هذا الدَّواء على مَعدةٍ فارغة أو بعدَ تَناوُل الطَّعام، ولكن يُفضَّل تناولُه بعد الطَّعام إذا كان يتسبَّب في تَهيُّج أو اضطراب المعدة.
- هذا الدَّواءُ مُتَوفِّر على شكل سائل «مَحلول» إذا كان المَريضُ لا يستطيع بلعَ الأَقراص، ويمكن خلطُه بالماء أو العَصير أو الطَّعام الليِّن قبلَ شربه أو أكله. وبالنسبة لمن يتناولون الطَّعام عبر أنابيب التَّغذية، فهؤلاء بمقدورهم استخدام السائل، لكن مع شَطف أنبوبة التغذية قبلَ تناول الدَّواء وبعدَه.

## تداخل الدواء مع الأدوية الأخرى
- يجب تَجنُّبُ المَشروبات الكحوليَّة والأدوية الأخرى والمُنتَجات الطبيعيَّة التي تُهدِّئ من ردود أفعال المريض، وهذا يشتملُ على المسكِّنات ومهدِّئات الأعصاب ومثبِّطات المزاج ومضادَّات الهيستامين والأدوية الأخرى التي تُؤثِّر في الألم، مثل:

1. مُضادَّات الذُّهان، مثل الكلوربرومازين كلوربرومازين والهالوبيريدول هالوبيريدول (وهما من الأَدوِية المُهَدِّئة والمُضادَّة للقَيء).
2. الباربيتورات، مثل الأموباربيتال أموباربيتال والفينوباربيتال فينوباربيتال (من الأَدويةِ المُنَوِّمة والمُهَدِّئة والمُضادَّة للاختِلاج).
3. البنـزوديازبينات Benzodiazepine (من الأَدويةِ المُهَدِّئة والمُرخِية للعَضَلات)، مثل الديازيبام ديازيبام والتيمازيبام تيمازيبام.
4. مُثَبِّطات أُكسيدازِ أُحادِيِّ الأَمين MAOI (وهي من مُضادَّات الاكتئاب)، مثل الفينيلزين فينيلزين.
5. مُضادَّات الهيستامين المسكِّنَة، على سبيل المثال الكلورفينيرامين (دَواءٌ مُضادٌّ لِلتَّحَسُّس) كلورفينيرامين والهيدروكسيزين هيدروكسيزين (دَواءٌ مُضادٌّ للتشنُّج ومُضادٌّ للهيستامين).
6. أقراص النَّوم، مثل الزوبيكلون زوبيكلون.
7. المسكِّنات الأفيونيَّة القويَّة، مثل المورفين مورفين والكوديين Codeine؛ فإذا جرى استخدامُ هذه المسكِّنات الأفيونيَّة مع هذا الدَّواء، يمكن أن يُؤَدِّي ذلك إلى زِيادَةٍ في تأثير البهجَة الذي قد تُبديه هذه المسكِّنات. وهذا ما يمكن أن يؤدِّي بدوره إلى زيادة خطر الاعتماد النَّفسي على المسكِّن.
8. مُضادَّات الاكتئاب ثُلاثية الحلقات، مثل الأميتريبتيلين أميتربتيلين.

- هذه القائمةُ ليست كاملةً، فقد توجَد عَقاقيرُ أخرى تَتَفاعل مع هذا الدَّواء. لذلك، يجب إخبارُ الطَّبيب أو الصَّيدلانِي عمَّا يتناوله المريضُ من أدوية أخرى، بما فيها تلك الأدويةُ التي تُشتَرى من دون وصفة طبِّية والأدويةُ العشبية، قبل بَدء العلاج بهذا الدَّواء. وبالمثل، يجب التحقُّقُ دائماً من الطَّبيب أو الصَّيدلانِي قَبلَ تناول أيَّة أدوية جديدة.

## تأخير موعد إحدى الجرعات
- يجب استِعمالُ الجرعة المنسيَّة في أسرع وقتٍ ممكن.
- إذا حانَ الوقتُ للجرعة التالية، فلا يجوزُ استِعمالُ الجرعة المنسيَّة، بل تُتبَّع مَواعيدُ الجدول المنتظم المعتاد.
- في الكثيرِ من الحالات، يجري تناولُ هذا الدَّواء بحسب الحاجة.

## الاحتياطات
- يمكن أن يعتادَ المريضُ على تَعاطي هذا الدَّواء في حالة تناوله لفترةٍ طَويلة.
- إذا كان عمرُ المريض خمسةً وستِّين عاماً أو أكثر، يجب تناولُ هذا الدَّواء بحذر شَديد، لأنَّه يكون أكثر تعرُّضاً للآثار الجانبية للدَّواء.
- يجب مُراجَعةُ الأَدويَة الأخرى مع مُقدِّم الرِّعاية الصحِّية، لأنَّ هذا الدَّواءَ قد لا يمتزج جيِّداً مع غيره من الأَدويَة.
- ربَّما لا يكون المريضُ في كامِل وَعيه، لذلك يجب تَجنُّبُ القِيادة ومختلف الأنشطة الأخرى حتَّى يَعرِفَ مَدى تأثير هذا الدَّواء فيه.
- يجب تَجنُّبُ المَشروبات الكحوليَّة والأدوية الأخرى والمُنتَجات الطبيعيَّة التي تُهدِّئ من ردود أفعال المريض، وهذا يشتملُ على المسكِّنات ومهدِّئات الأعصاب ومثبِّطات المزاج ومضادَّات الهيستامين والأدوية الأخرى التي تُؤثِّر في الألم.
- إذا كان المَريضُ يُعانِي من أمراض الرئة، فربَّما يكون أكثرَ تَحسُّساً لهذا الدَّواء.
- يجب استِعمالُ وسيلة آمنة تَثِق بها المريضةُ لمنع الحمل، لكي تتجنَّبَ الحملَ في أثناء تناول هذا العقار.

## التأثيرات الجانبية
- الشُّعور بالدُّوار أو الدوخة، أو النُّعاس، أو تَشوُّش أو تغيُّم الرؤية، أو تغيُّر في طريقة التفكير. لذلك، يجب تجنُّبُ القيادة، وتجنُّب القيام بالمهام والأنشطة التي يحتاج المريضُ إلى يقظة ورؤية واضحة حتَّى يظهر مدى تأثير هذا الدَّواء في المريض.
- جَفاف الفم. لذلك قد تفيد العنايةُ بنظافة الفم ومصِّ حلوى جافَّة أو مضغ اللبان «العلكة».
- المراقبته عند استعمال الدواء: التغيُّر الذي يَطرأ على الحالة الخاضعة للعلاج من تحسين أو سوء

أي من الاثار الخمسة الجوهرية للبنزوديازبينات التي يسببه اللورازيبام (تقليل الانفعال، تحفيز النوم، تقليل القلق ومنع تكوين ذاكرة جديدة، وعمله كمضاد للتشنج) من الممكن اعتباره اثار سلبية أو جانبية في حال عدم الرغبة فيها. الاثار السلبية تضم التخدير وهبوط ضغط الدم، اثار اللورازيبام تزداد عند خلطها مع الادوية المثبطة للجهاز العصبي المركزي. ومن الاثار السلبية أيضا الارتباك، الترنح (فقدان السيطرة الكاملة على الحركات الجسدية)، منع تكوين ذاكرة جديدة والصداع الحاد. مع الاستخدام طويل الاجل للبنزوديازبين ليس واضحا هل الإدراك سيعود إلى وضعه الطبيعي تماما بعد توقف استخدام الدواء ام لا. الضعف الادراكي ممكن ان يستمر على الاقل لستة أشهر بعد الاستخدام ومن الممكن ان تزداد مدة علاجه لاكثر من ستة أشهر . للورازيبام أثار سلبية عميقة على الذاكرة لانها تضعف ذاكرة الوعي واللاوعي لاحداث الماضي في الذاكرة. يسقط كبار السن ارضا جراء البنزوديازبينات . هذهالاثارالسلبية شائعة أكثر عند المرضى كبارالسن مقارنة بنظرائهم صغار السن وتظهر مهما صغر حجم الجرعة. بنزوديازبين يسبب ويزيد من الاكتئاب . الاثار عكس المتوقعة من الممكن حدوثها كالنوبات الحادة والتخفيز الغير مرغوب عند كبار السن وصغار السن والاشخاص الذين لديهم تاريخ في تعاطي الكحول وتاريخ في العدائية والغضب. تأثير لورازيبام يعتمد على كمية الجرعة كلما زادت كمية الجرعة ازادت تأثيرها قوة بالتالي ازدادت الاثار الجانبية . تستخدم الجرعات الصغيرة للحصول على الاثار المرغوبة مع تقليل مخاطر الاثار السلبية .
يعتبر التخدير من الاثار الجانبية الأكثر تسجيلا للورازيبام. فمن بين 3500 مريض عولج بللورازيبام لتقليل القلق لوحظ ان أثر التخدير سجل ما نسبته(15.9%) والغثيان (6.9%) والضعف العام(4.2%) عدم الثباتية والتوازن(3.4%) . الاثار الجانبية كالتخدير وعدم الاستقرارو الثباتية يزداد مع التقدم بالسن. الضعف الادراكي المعرفي وازالة التثبيط السلوكي ومثبطات التنفس، انخفاض ضغط الدم كلها اثار من الممكن حدوثها.
في بعض الحالات الاثار عكس المتوقع من الممكن حدوثها مع البنزوديازبينات مثل ازدياد العدائية والعنف وهيجان الغضب والانفعال الهذياني. هذه الاثار أكثر وضوحا بلورازيبام مقارنة بغيره من بنزوديازبينات. كما ان هذه الاثار أكثر حدوثا مع الجرعات العالية والمرضى ذوو الاضطرابات الشخصية قبل تحفيزهم وممن يعانون من مرض الهذيان . المحفزات المثبطة ممكن ان تسبب مثل هذه التفاعلات ولذلك قد يوصف الدواء لمساعدة المريض على تحمل الضغط والأهم التثبيط. بما ان الاثار عكس المتوقعة تعتمد على الجرعة المتناولة فانها تنحسر مع تقليل الجرعة والسحب الكامل للورازيبام.
البنزوديازيبنات تمهد أحيانا التصور للانتحار عند المرضى المكتئبين عن طريق ازالة التثبيط أو تقليل الخوف والهرع .ان للبنزودازيبنات تلعب دورا غير مقصودا كوسيلة لتسهيل أي سلوك يهدف للانتحار [تحقق من المصدر]
يجب ان لا يوصف لورازيبام بجرعات عالية، أويوصف وحده لمرضى الاكتئاب ولكن يوصف مع أدوية مناسبة مضادة للاكتئاب .
من بين البنزوديازبينات للورازيبام تأثير نسبي قوي لفقد الذاكرة ،ولكن يستطيع المرضى التغلب على ذلك مع انتظام الاستخدام.ان الجرعة الاولية الكلية اليومية للورازيبام يجب ان لاتتجاوز 2مغ لتجنب فقد الذاكرة (والتخدير المبالغ) التي تصبح معضلة. وهي أيضا تستخدم للتخدير الليلي. تم وصف 4 مغ من لورازيبام ليلا لخمسة متتطوعين في دراسة للنوم وفي مساء اليوم الثاني لوحظ حدوث فقد لذاكرة ثلاث متطوعين لاحداث حصلت في ذلك اليوم ولكن هذا التأثير ينحصر كليا بعد 2أو3 أيام من الاستخدام. لا يمكن استخدام فقد الذاكرة كمعيار لتخمين مدى التخدير الموجودة لأن الاثران غير مرتبطان ببعضهما.
إن الجرعات العالية أو الحقن التي تعطى لمدة طويلة قد ترتبط أحيانا بالتسمم الناتج عن بروبالين غلايكول <.

## الأسباب التي تدعو لاستدعاء مقدم الرعاية الصحية (الطبيب) على الفور
- عندَ الشكِّ في حُدوث تَعاطي جرعةٍ زائدة، يجب الاتِّصالُ بمركز معلومات الأَدويَة والسُّموم المَحلِّي أو الطَّبيب على الفور.
- ظُهور عَلامات حُدوث ردَّة فعل خَطيرة على الحياة، ويتضمَّن ذلك الصَّفيرَ خلال التنفُّس والإحساس بضيق في الصَّدر، الحمَّى، الحكَّة، سُعال شديد، ازرقاق في لون الجلد، نوبات صرعيَّة، أو تورُّم في الوجه أو الشَّفتين أو اللِّسان أو الحلق.
- تغيُّر واضِح في التَّوازُن.
- الإحساس بإرهاقٍ شَديد أو وهن.
- الطفح.
- عَدَم حُدوث تَحسُّن في الحالةِ المرضيَّة أو الشُّعور بأنَّها تَسوء.

## التخزين
- يُحفَظ الدَّواءُ في درجة حرارة الغرفة.
- يُحفَظ الدَّواءُ بَعيداً عن الضوء.
- تُحفَظ الأَقراصُ بَعيداً عن الرُّطوبة، ولا يجري تَخزينُها في الحمَّام أو المطبخ.

## إرشادات عامة
- إذا كان المريضُ يُعانِي من تَحسُّس يمثِّل خطراً على حياة المَريض، فيجب أن يرتدي سواراً أو يحمل بطاقةً تدلُّ على هذا التَّحسُّس طَوالَ الوقت.
- لا يَجوزُ للمَريض مُشارَكةُ الدَّواء مع الآخرين، ولا يجوز تناولُ دواء شخصٍ آخر.
- يجب إِبعادُ الدَّواء عن مُتَناول الأَطفال.
- يجب أن يحتفظَ المريضُ بقائمة أدويته (وصفة طبِّية للدَّواء، المُنتَجات الطبيعيَّة، المكمِّلات الغذائيَّة، الفيتامينات والأَدويَة التي تُصرَف من دون وصفة طبِّية)، وإعطاء هذه القائمة لمقدِّم الرِّعاية الصحِّية (الطَّبيب، الممرِّضة، الممرِّضة الممارسة، الصَّيدلانِي، مُساعِد الطَّبيب).
- يجب التَّحدُّثُ مع مُقدِّم الرِّعاية الصحِّية قبلَ البدء في تَناوُل أيِّ دَواء جَديد، بما في ذلك الأَدويَةُ التي تُصرَف من دون وصفةٍ طبِّية والمُنتَجات الطبيعيَّة أو الفيتامينات.

## وصلات خارجية
- inchem.org - Lorazepam data sheet
- rxlist.com - Lorazepam data sheet
- drugs.com - Lorazepam data sheet
- baxter.com - Lorazepam Injection Data Sheet
- NZ medsafe.govt.nz - Lorzem Data Sheet
- benzo.org.uk - Genus/Wyeth 1998 UK Lorazepam Data Sheet
- benzo.org.uk - Ashton H. Benzodiazepines: How They Work And How to Withdraw. August 2002 (The "Ashton Manual").
- ndaa.org - Drummer, OH. 'Benzodiazepines: Effects on Human Performance and Behavior'(Central Police University Press, 2002).
- U.S. National Library of Medicine: Drug Information Portal - Lorazepam
- https://www.kaahe.org/